# فهرست منابع غذایی دارای ویتامین ب۱
فهرست زیر شامل منابع غذایی دارای ویتامین ب۱ در گروه‌های غلات، خشکبار، حبوبات، میوه، سبزی و صیفی‌جات، نان، لبنیات و مواد غیرلبنی مشابه، تخم ماکیان، ادویه، آبزیان و همچنین گوشت و اعضای خوراکی در ردهٔ گاو، گوساله، بره، مرغ و ماکیان (به غیر از مرغ) می‌باشد. مقادیر واقعی ویتامین ب۱ در مواد غذایی همانند نان که در کارخانه‌های مختلف یا مشاغل مرتبط در سراسر جهان تولید می‌شود، به دلیل پارامترهای تأثیرگذار متغیر در تولید محصول، احتمال دارد دارای مغایرت‌های قابل توجهی با مقادیر ذکر شده در جدول باشند. مقادیر موجود در جداول بر اساس زیاد به کم فهرست‌بندی شده‌است.
جداول زیر دارای داده‌های متغیر می‌باشد، بدین مفهوم که با گذر زمان ممکن است داده‌هایی به جدول گروه مواد خوراکی، اضافه شده یا حذف گردد لذا در هیچ زمانی نمی‌توان این مقاله را یک مقاله کامل شده قلمداد کرد.

## غلات و مواد غذایی مرتبط
| ماده غذایی (۱۰۰ گرم)                          | ویتامین ب۱ (میلی‌گرم) |
| --------------------------------------------- | -------------------- |
| سبوس برنج، خام                                | ۲٫۷۵                 |
| آرد کنجد، پرچرب                               | ۲٫۶۸                 |
| آرد کنجد، کم چرب                              | ۲٫۵۲                 |
| گیاهک گندم (آرد جوانه گندم)، خام              | ۱٫۸۸                 |
| سبوس جو دوسر                                  | ۱٫۱۷                 |
| آرد سویا، کم‌چرب                               | ۱٫۰۹                 |
| جو دوسر                                       | ۰٫۷۶                 |
| آرد سویا، فاقد چربی                           | ۰٫۷                  |
| آرد جو دوسر                                   | ۰٫۶۹                 |
| جو پوست کنده                                  | ۰٫۶۵                 |
| آرد سویا، پرچرب                               | ۰٫۵۸                 |
| سبوس گندم، خام                                | ۰٫۵۲                 |
| آرد گندم از دانه کامل                         | ۰٫۵                  |
| آرد نخودچی                                    | ۰٫۴۹                 |
| آرد برنج قهوه‌ای                               | ۰٫۴۴                 |
| گندم دوروم                                    | ۰٫۴۲                 |
| آرد جو                                        | ۰٫۳۷                 |
| آرد مالت جو                                   | ۰٫۳۱                 |
| پاستای غنی شده، پخته شده همراه با نمک افزودنی | ۰٫۲۷                 |
| پاستای غنی شده، پخته بدون نمک افزودنی         | ۰٫۲۷                 |
| آرد ذرت سفید تهیه شده از دانه کامل ذرت        | ۰٫۲۵                 |
| آرد ذرت زرد تهیه شده از دانه کامل ذرت         | ۰٫۲۵                 |
| آرد سیب‌زمینی                                  | ۰٫۲۳                 |
| برنج قهوه‌ای دانه بلند، پخته                   | ۰٫۱۸                 |
| برنج سفید دانه متوسط، غنی شده، پخته           | ۰٫۱۷                 |
| برنج سفید دانه کوتاه، غنی شده، پخته           | ۰٫۱۶                 |
| برنج سفید دانه بلند معمولی، غنی شده، پخته     | ۰٫۱۶                 |
| سبوس جو دوسر، پخته                            | ۰٫۱۶                 |
| آرد برنج سفید                                 | ۰٫۱۴                 |
| ماکارونی سبزیجات غنی شده، پخته                | ۰٫۱۱                 |
| برنج قهوه‌ای دانه متوسط، پخته                  | ۰٫۱                  |
| بلغور، پخته                                   | ۰٫۰۶                 |
| برنج سفید دانه بلند معمولی، غنی نشده، پخته    | ۰٫۰۲                 |
| برنج سفید دانه متوسط، غنی نشده، پخته          | ۰٫۰۲                 |
| برنج سفید دانه کوتاه، غنی نشده، پخته          | ۰٫۰۲                 |
| نودل برنج، پخته                               | ۰٫۰۲                 |

## خشکبار
| ماده غذایی (۱۰۰ گرم)                      | ویتامین ب۱ (میلی‌گرم) |
| ----------------------------------------- | -------------------- |
| تخم کتان                                  | ۱٫۶۴                 |
| تخمه آفتاب‌گردان، مغز، خشک‌شده              | ۱٫۴۸                 |
| پسته خام                                  | ۰٫۸۷                 |
| دانه کنجد کامل، برشته‌شده                  | ۰٫۸                  |
| دانه کنجد کامل، خشک‌شده                    | ۰٫۷۹                 |
| پسته، برشته‌شده به روش خشک                 | ۰٫۷                  |
| فندق                                      | ۰٫۶۴                 |
| بادام زمینی                               | ۰٫۶۴                 |
| بادام هندی خام                            | ۰٫۴۲                 |
| دانه کاج خشک‌شده                           | ۰٫۳۶                 |
| بادام هندی، برشته‌شده با روغن              | ۰٫۳۶                 |
| گردو                                      | ۰٫۳۴                 |
| فندق، برشته‌شده به روش خشک                 | ۰٫۳۴                 |
| تخمه آفتاب‌گردان، مغز، برشته‌شده با روغن    | ۰٫۳۲                 |
| تخم‌کدو، مغز، خشک‌شده                       | ۰٫۲۷                 |
| بادام زمینی، پخته به روش آب‌پز             | ۰٫۲۶                 |
| شاه‌بلوط اروپایی، برشته‌شده                 | ۰٫۲۴                 |
| بادام                                     | ۰٫۲۱                 |
| بادام هندی، برشته‌شده به روش خشک           | ۰٫۲                  |
| تخم هندوانه، مغز، خشک‌شده                  | ۰٫۱۹                 |
| بادام زمینی، برشته‌شده به روش خشک          | ۰٫۱۵                 |
| شاه‌بلوط اروپایی، خام، بی‌پوست              | ۰٫۱۴                 |
| تخمه آفتاب‌گردان، مغز، برشته‌شده به روش خشک | ۰٫۱۱                 |
| کشمش سیاه بی‌دانه                          | ۰٫۱۱                 |
| بادام، برشته‌شده با روغن                   | ۰٫۰۹                 |
| بادام زمینی، برشته‌شده با روغن             | ۰٫۰۹                 |
| انجیر خشک‌شده                              | ۰٫۰۹                 |
| بادام، برشته‌شده به روش خشک                | ۰٫۰۸                 |
| تخم‌کدو نمکی، مغز، برشته‌شده                | ۰٫۰۷                 |
| گردو سیاه، خشک‌شده                         | ۰٫۰۶                 |
| آلو بخارا، نپخته                          | ۰٫۰۵                 |
| تخم کدو کامل، برشته‌شده                    | ۰٫۰۳                 |
| کشمش طلایی رنگ، بی‌دانه                    | ۰٫۰۱                 |

## حبوبات
| ماده غذایی (۱۰۰ گرم)                  | ویتامین ب۱ (میلی‌گرم) |
| ------------------------------------- | -------------------- |
| سویا، خام                             | ۰٫۸۷                 |
| سویا، تفت داده شده به صورت خشک        | ۰٫۴۳                 |
| لوبیا سیاه پخته، آب‌پز                 | ۰٫۲۴                 |
| لوبیا سفید ریز (Navy bean) پخته، آب‌پز | ۰٫۲۴                 |
| لوبیا سفید کوچک پخته، آب‌پز            | ۰٫۲۴                 |
| لوبیا سیاه لاک‌پشتی پخته، آب‌پز         | ۰٫۲۳                 |
| لوبیا چشم‌بلبلی پخته، آب‌پز             | ۰٫۲                  |
| لوبیا چیتی پخته، آب‌پز                 | ۰٫۱۹                 |
| لپه پخته، آب‌پز                        | ۰٫۱۹                 |
| عدس پخته، آب‌پز                        | ۰٫۱۷                 |
| لوبیا قرمز پخته، آب‌پز                 | ۰٫۱۶                 |
| سویا پخته، آب‌پز، بی نمک               | ۰٫۱۶                 |
| لوبیا سفید پخته، آب‌پز                 | ۰٫۱۲                 |
| نخود پخته، آب‌پز                       | ۰٫۱۲                 |
| سویا، تفت داده شده، فاقد نمک افزودنی  | ۰٫۱                  |

## میوه
| ماده غذایی (۱۰۰ گرم)                                         | ویتامین ب۱ (میلی‌گرم) |
| ------------------------------------------------------------ | -------------------- |
| تمر هندی                                                     | ۰٫۴۳                 |
| دوریان                                                       | ۰٫۳۷                 |
| پرتقال                                                       | ۰٫۰۹                 |
| آناناس                                                       | ۰٫۰۸                 |
| انگور قرمز یا سبز، (نوع اروپایی همانند انگور بیدانه تامپسون) | ۰٫۰۷                 |
| آووکادو                                                      | ۰٫۰۷                 |
| انار                                                         | ۰٫۰۷                 |
| نارگیل، قسمت گوشتی                                           | ۰٫۰۷                 |
| انجیر                                                        | ۰٫۰۶                 |
| نارگیل، قسمت گوشتی، خشکشده                                   | ۰٫۰۶                 |
| نارنگی                                                       | ۰٫۰۶                 |
| انگورفرنگی سیاه                                              | ۰٫۰۵                 |
| گریپ‌فروت صورتی و قرمز                                        | ۰٫۰۴                 |
| گرمک                                                         | ۰٫۰۴                 |
| لیموترش بدون پوست                                            | ۰٫۰۴                 |
| طالبی                                                        | ۰٫۰۴                 |
| بلوبری                                                       | ۰٫۰۴                 |
| کام‌کوات                                                      | ۰٫۰۴                 |
| گریپ‌فروت، سفید                                               | ۰٫۰۴                 |
| دارابی                                                       | ۰٫۰۳                 |
| شلیل                                                         | ۰٫۰۳                 |
| هندوانه                                                      | ۰٫۰۳                 |
| تمشک                                                         | ۰٫۰۳                 |
| خیار بی‌پوست                                                  | ۰٫۰۳                 |
| موز                                                          | ۰٫۰۳                 |
| خرمالوی ژاپنی                                                | ۰٫۰۳                 |
| آلبالو                                                       | ۰٫۰۳                 |
| زردآلو                                                       | ۰٫۰۳                 |
| لیموی شیراز                                                  | ۰٫۰۳                 |
| توت                                                          | ۰٫۰۳                 |
| آلو                                                          | ۰٫۰۳                 |
| انبه                                                         | ۰٫۰۳                 |
| خیار با پوست                                                 | ۰٫۰۳                 |
| کیوی سبز                                                     | ۰٫۰۳                 |
| گیلاس شیرین                                                  | ۰٫۰۳                 |
| توت‌فرنگی                                                     | ۰٫۰۲                 |
| هلو زرد                                                      | ۰٫۰۲                 |
| پاپایا                                                       | ۰٫۰۲                 |
| ازگیل ژاپنی                                                  | ۰٫۰۲                 |
| به                                                           | ۰٫۰۲                 |
| تمشک سیاه                                                    | ۰٫۰۲                 |
| عناب                                                         | ۰٫۰۲                 |
| سیب باپوست                                                   | ۰٫۰۲                 |
| سیب بی‌پوست                                                   | ۰٫۰۲                 |
| کرنبری                                                       | ۰٫۰۱                 |
| گلابی آسیایی                                                 | ۰٫۰۱                 |
| گلابی                                                        | ۰٫۰۱                 |
| سرخالو                                                       | ۰٫۰۱                 |
| زیتون کنسروی (اندازه زیتون کوچک تا خیلی بزرگ)                | ۰                    |

## سبزی و صیفی جات
| ماده غذایی (۱۰۰ گرم)                                      | ویتامین ب۱ (میلی‌گرم) |
| --------------------------------------------------------- | -------------------- |
| جوانه لوبیای ناوی (سفید ریز) خام                          | ۰٫۳۹                 |
| دانه ذرت زرد                                              | ۰٫۳۹                 |
| جوانه لوبیای ناوی (سفید ریز)، پخته به روش آب‌پز            | ۰٫۳۸                 |
| جوانه سویا، خام                                           | ۰٫۳۴                 |
| نخود فرنگی سبز خام                                        | ۰٫۲۷                 |
| دانه سویا سبز، پخته به روش آب‌پز                           | ۰٫۲۶                 |
| نخود فرنگی سبز، پخته به روش آب‌پز                          | ۰٫۲۶                 |
| جوانه عدس، خام                                            | ۰٫۲۳                 |
| جوانه نخود فرنگی، خام                                     | ۰٫۲۳                 |
| جوانه عدس، پخته به روش سرخ شده سریع در روغن               | ۰٫۲۲                 |
| جوانه سویا، پخته به روش بخارپز                            | ۰٫۲۱                 |
| سیر خام                                                   | ۰٫۲                  |
| باقلای نارس، خام                                          | ۰٫۱۷                 |
| کلم بروکلی راب، پخته شده                                  | ۰٫۱۷                 |
| کلم بروکلی راب خام                                        | ۰٫۱۶                 |
| مارچوبه، پخته به روش آب‌پز                                 | ۰٫۱۶                 |
| ذرت شیرین زرد خام                                         | ۰٫۱۶                 |
| مارچوبه خام                                               | ۰٫۱۴                 |
| لوبیا لیما، پخته به روش آب‌پز                              | ۰٫۱۴                 |
| کلم فندقی خام                                             | ۰٫۱۴                 |
| بامیه، پخته به روش آب‌پز                                   | ۰٫۱۳                 |
| سیب‌زمینی بدون پوست، پخته شده توسط مایکروویو با پوست       | ۰٫۱۳                 |
| باقلای نارس، پخته به روش آب‌پز                             | ۰٫۱۳                 |
| قارچ صدفی خام                                             | ۰٫۱۳                 |
| برگ چغندر (Beet greens)، پخته به روش آب‌پز                 | ۰٫۱۲                 |
| گوجه‌فرنگی، پخته به روش خورشتی                             | ۰٫۱۱                 |
| سیب‌زمینی شیرین بدون پوست، پخته به روش تنوری با پوست       | ۰٫۱۱                 |
| کلم فندقی، پخته به روش آب‌پز                               | ۰٫۱۱                 |
| سیب‌زمینی بدون پوست، پخته به روش آب‌پز با پوست              | ۰٫۱۱                 |
| سیب‌زمینی بدون پوست، پخته به روش تنوری                     | ۰٫۱۱                 |
| برگ چغندر خام                                             | ۰٫۱                  |
| قارچ شیتاکه، پخته به روش سرخ شده سریع در روغن             | ۰٫۱                  |
| سیب‌زمینی بدون پوست، پخته به روش آب‌پز                      | ۰٫۱                  |
| باقلا، پخته به روش آب‌پز                                   | ۰٫۱                  |
| قارچ سفید، پخته به روش سرخ شده سریع در روغن               | ۰٫۱                  |
| اسفناج پخته به روش آب‌پز                                   | ۰٫۱                  |
| سیب‌زمینی هندی، پخته به روش آب‌پز یا تنوری                  | ۰٫۱                  |
| ذرت شیرین زرد، پخته به روش آب‌پز                           | ۰٫۰۹                 |
| شلغم زرد خام                                              | ۰٫۰۹                 |
| فلفل خیلی تند سبز خام                                     | ۰٫۰۹                 |
| جعفری تازه                                                | ۰٫۰۹                 |
| جوانه ماش خام                                             | ۰٫۰۸                 |
| شلغم زرد، پخته به روش آب‌پز                                | ۰٫۰۸                 |
| لوبیا سبز خام                                             | ۰٫۰۸                 |
| نعناع فلفلی تازه                                          | ۰٫۰۸                 |
| قارچ سفید خام                                             | ۰٫۰۸                 |
| خردل چینی خام                                             | ۰٫۰۸                 |
| شاهی خام                                                  | ۰٫۰۸                 |
| نعنای دشتی                                                | ۰٫۰۸                 |
| اسفناج خام                                                | ۰٫۰۸                 |
| جوانه یونجه، خام                                          | ۰٫۰۸                 |
| بادنجان، پخته به روش آب‌پز                                 | ۰٫۰۸                 |
| لوبیا سبز، پخته به روش آب‌پز                               | ۰٫۰۷                 |
| قارچ سفید، پخته به روش آب‌پز                               | ۰٫۰۷                 |
| سیب‌زمینی قرمز، پخته به روش تنوری با پوست                  | ۰٫۰۷                 |
| فلفل خیلی تند قرمز خام                                    | ۰٫۰۷                 |
| قارچ پورتابلا، پخته به روش کبابی گریل شده                 | ۰٫۰۷                 |
| کنگر فرنگی خام                                            | ۰٫۰۷                 |
| کاهوی رومی خام                                            | ۰٫۰۷                 |
| کلم بروکلی خام                                            | ۰٫۰۷                 |
| کلم قرمز، پخته به روش آب‌پز                                | ۰٫۰۷                 |
| کلم ساوی خام                                              | ۰٫۰۷                 |
| برگ شلغم (Turnip greens) خام                              | ۰٫۰۷                 |
| کاهو برگ سبز (green leaf) خام                             | ۰٫۰۷                 |
| کوماتسونا خام                                             | ۰٫۰۷                 |
| سیب‌زمینی، پوست قهوه‌ای (Russet)، پخته به روش تنوری با پوست | ۰٫۰۷                 |
| برگ گشنیز خام                                             | ۰٫۰۷                 |
| هویج خام                                                  | ۰٫۰۷                 |
| هویج، پخته به روش آب‌پز                                    | ۰٫۰۷                 |
| کلم قرمز خام                                              | ۰٫۰۶                 |
| کاهو برگ قرمز (red leaf) خام                              | ۰٫۰۶                 |
| کلم بروکلی پخته به روش آب‌پز                               | ۰٫۰۶                 |
| کلم‌پیچ خام                                                | ۰٫۰۶                 |
| کلم‌پیچ، پخته به روش آب‌پز                                  | ۰٫۰۶                 |
| برگ کاسنی (Chicory greens) خام                            | ۰٫۰۶                 |
| تره‌فرنگی، خام                                             | ۰٫۰۶                 |
| شالت خام                                                  | ۰٫۰۶                 |
| شاهی، پخته به روش آب‌پز                                    | ۰٫۰۶                 |
| فلفل دلمه‌ای سبز، پخته به روش آب‌پز                         | ۰٫۰۶                 |
| قارچ پورتابلا خام                                         | ۰٫۰۶                 |
| شوید                                                      | ۰٫۰۶                 |
| فلفل دلمه‌ای سبز خام                                       | ۰٫۰۶                 |
| کاهو باترهد (butterhead) خام                              | ۰٫۰۶                 |
| سیب‌زمینی شیرین، پخته به روش آب‌پز                          | ۰٫۰۶                 |
| فلفل دلمه‌ای قرمز، تفت داده شده                            | ۰٫۰۶                 |
| پیازچه خام                                                | ۰٫۰۶                 |
| کولارد خام                                                | ۰٫۰۵                 |
| فلفل دلمه‌ای قرمز خام                                      | ۰٫۰۵                 |
| کلم ساوی، پخته به روش آب‌پز                                | ۰٫۰۵                 |
| کلم قمری خام                                              | ۰٫۰۵                 |
| جوانه ماش، پخته به روش آب‌پز                               | ۰٫۰۵                 |
| کنگرفرنگی، پخته به روش آب‌پز                               | ۰٫۰۵                 |
| گل کلم خام                                                | ۰٫۰۵                 |
| پیاز زرد تفت داده شده                                     | ۰٫۰۵                 |
| سیب‌زمینی سفید، پخته به روش تنوری با پوست                  | ۰٫۰۵                 |
| پیازچه خام                                                | ۰٫۰۵                 |
| برگ شلغم، پخته به روش آب‌پز                                | ۰٫۰۵                 |
| پیاز، پخته به روش آب‌پز                                    | ۰٫۰۴                 |
| فلفل دلمه‌ای سبز، تفت داده شده                             | ۰٫۰۴                 |
| گل کلم، پخته به روش آب‌پز                                  | ۰٫۰۴                 |
| کاهو آیس‌برگ (icebearg) خام                                | ۰٫۰۴                 |
| خردل چینی، پخته به روش آب‌پز                               | ۰٫۰۴                 |
| کوماتسونا، پخته به روش آب‌پز                               | ۰٫۰۴                 |
| کلم‌برگ چینی (پاک‌چوی) خام                                  | ۰٫۰۴                 |
| برگ مو                                                    | ۰٫۰۴                 |
| شلغم خام                                                  | ۰٫۰۴                 |
| کولارد پخته به روش آب‌پز                                   | ۰٫۰۴                 |
| کلم قمری، پخته به روش آب‌پز                                | ۰٫۰۴                 |
| برگ چغندر سوییسی خام                                      | ۰٫۰۴                 |
| قارچ شیتاکه پخته شده                                      | ۰٫۰۴                 |
| گوجه‌فرنگی قرمز خام                                        | ۰٫۰۴                 |
| گوجه‌فرنگی قرمز پخته                                       | ۰٫۰۴                 |
| رزماری تازه، برگ                                          | ۰٫۰۴                 |
| کدو سبز، پخته به روش آب‌پز با پوست                         | ۰٫۰۴                 |
| ریحان تازه                                                | ۰٫۰۳                 |
| برگ چغندر سوییسی، پخته به روش آب‌پز                        | ۰٫۰۳                 |
| کلم‌برگ چینی (پاک‌چوی)، پخته به روش آب‌پز                    | ۰٫۰۳                 |
| کدو تنبل، پخته به روش آب‌پز                                | ۰٫۰۳                 |
| چغندر (Beet)، پخته به روش آب‌پز                            | ۰٫۰۳                 |
| شلغم، پخته به روش آب‌پز                                    | ۰٫۰۳                 |
| تره‌فرنگی، پخته به روش آب‌پز                                | ۰٫۰۳                 |
| کرفس، پخته به روش آب‌پز                                    | ۰٫۰۲                 |
| کرفس خام                                                  | ۰٫۰۲                 |
| ترب سفید خام                                              | ۰٫۰۲                 |
| ریواس خام                                                 | ۰٫۰۲                 |
| قارچ شیتاکه خام                                           | ۰٫۰۲                 |
| تربچه خام                                                 | ۰٫۰۱                 |
| ترب سفید پخته به روش آب‌پز                                 | ۰                    |

## نان
| ماده غذایی (۱۰۰ گرم)               | ویتامین ب۱ (میلی‌گرم) |
| ---------------------------------- | -------------------- |
| تورتیا گندم کامل                   | ۰٫۸۲                 |
| فرانسوی (دارای خمیرترش)            | ۰٫۷۱                 |
| سبوس برنج                          | ۰٫۶۵                 |
| بیگل تخم مرغی                      | ۰٫۵۴                 |
| سبوس جو                            | ۰٫۵                  |
| سبوس جو، برشته شده                 | ۰٫۴۴                 |
| گندم، برشته شده                    | ۰٫۴۴                 |
| چاودار                             | ۰٫۴۳                 |
| فرانسوی (دارای خمیرترش)، برشته شده | ۰٫۴۳                 |
| گندم                               | ۰٫۴۱                 |
| جو دوسر                            | ۰٫۴                  |
| سبوس گندم                          | ۰٫۴                  |
| گندم کامل کارخانه‌ای                | ۰٫۳۹                 |
| بیگل دارچین و کشمش                 | ۰٫۳۸                 |
| چاودار، برشته شده                  | ۰٫۳۸                 |
| گندم کامل کارخانه‌ای، برشته شده     | ۰٫۳۸                 |
| جو دوسر، برشته شده                 | ۰٫۳۵                 |
| پیتا گندم کامل                     | ۰٫۳۴                 |
| بیگل سبوس جو                       | ۰٫۳۳                 |
| پومپرنیکل                          | ۰٫۳۳                 |
| پومپرنیکل، برشته شده               | ۰٫۲۹                 |
| پیتا، سفید، غنی نشده               | ۰٫۲۷                 |

## لبنیات و مواد غیرلبنی مشابه
| ماده غذایی (۱۰۰ گرم)                                                   | ویتامین ب۱ (میلی‌گرم) |
| ---------------------------------------------------------------------- | -------------------- |
| ارده، از دانه‌های برشته شده و تفت داده شده (بیشتریت نوع مصرفی)          | ۱٫۲۲                 |
| آب‌پنیر ترش، خشک شده                                                    | ۰٫۶۲                 |
| آب‌پنیر شیرین، خشک شده                                                  | ۰٫۵۲                 |
| شیر بدون چربی، خشک (پودر)، معمولی، بدون افرودنی ویتامین آ و دی         | ۰٫۴۲                 |
| شیر بدون چربی، خشک (پودر)، فوری (instant)، بدون افرودنی ویتامین آ و دی | ۰٫۴۱                 |
| پنیر آمریکایی بی‌چرب                                                    | ۰٫۴۱                 |
| شیر کامل، خشک (پودر)، بدون افرودنی ویتامین دی                          | ۰٫۲۸                 |
| شیر کامل، خشک (پودر)، غنی شده با ویتامین دی                            | ۰٫۲۸                 |
| پنیر فتا                                                               | ۰٫۱۵                 |
| کره بادام زمینی، نوع نرم، دارای نمک                                    | ۰٫۱۵                 |
| کره بادام زمینی، دارای تکه‌های خرد شده ریز، دارای نمک                   | ۰٫۱۱                 |
| شیر گوسفند                                                             | ۰٫۰۷                 |
| شیر سویا، اورجینال و وانیلی، بدون مواد افزودنی                         | ۰٫۰۶                 |
| کره تخمه آفتابگردان، دارای نمک                                         | ۰٫۰۵                 |
| ماست ساده بدون چربی                                                    | ۰٫۰۵                 |
| بستنی توت‌فرنگی                                                         | ۰٫۰۵                 |
| شیر گاومیش هندی                                                        | ۰٫۰۵                 |
| شیر بز، غنی شده با ویتامین دی                                          | ۰٫۰۵                 |
| شیر با چربی کامل (۳/۲ درصد چربی)، غنی شده با ویتامین دی                | ۰٫۰۵                 |
| شیر با چربی کامل (۳/۲ درصد چربی)                                       | ۰٫۰۵                 |
| شیر بدون چربی، غنی شده با ویتامین آ و دی                               | ۰٫۰۵                 |
| شیر بدون چربی                                                          | ۰٫۰۵                 |
| شیر کاکائو کم‌چرب، کارخانه‌ای، غنی شده با ویتامین آ و دی                 | ۰٫۰۵                 |
| شیر کاکائو بدون چربی، غنی شده با ویتامین آ و دی                        | ۰٫۰۵                 |
| شیر، نوشیدنی شکلات، کاکائو داغ، خانگی                                  | ۰٫۰۴                 |
| شیر دو درصد چربی، غنی شده با ویتامین آ و دی                            | ۰٫۰۴                 |
| شیر دو درصد چربی                                                       | ۰٫۰۴                 |
| شیر کاکائو از شیر کامل، کارخانه‌ای، غنی شده با ویتامین آ و دی           | ۰٫۰۴                 |
| پنیر پارمسان کم سدیم                                                   | ۰٫۰۴                 |
| پنیر پارمسان سفت                                                       | ۰٫۰۴                 |
| پنیر رومانو                                                            | ۰٫۰۴                 |
| پنیر ادامر                                                             | ۰٫۰۴                 |
| ماست ساده کم‌چرب                                                        | ۰٫۰۴                 |
| ماست یونانی کم چرب                                                     | ۰٫۰۴                 |
| کره بادام، ساده، دارای نمک                                             | ۰٫۰۴                 |
| خامه ترش، لایت                                                         | ۰٫۰۴                 |
| بستنی شکلاتی                                                           | ۰٫۰۴                 |
| بستنی وانیلی                                                           | ۰٫۰۴                 |
| خامه نارگیل (مایع چلانده شده از گوشت رنده شده نارگیل)                  | ۰٫۰۳                 |
| کفیر ساده کم چرب، برند لایف‌وی (LIFEWAY)                                | ۰٫۰۳                 |
| ماست ساده، تهیه شده از شیر کامل                                        | ۰٫۰۳                 |
| پنیر زیره                                                              | ۰٫۰۳                 |
| پنیر گودا                                                              | ۰٫۰۳                 |
| پنیر موتزارلا تهیه شده با شیر کامل                                     | ۰٫۰۳                 |
| پنیر آمریکایی پاستوریزه کم‌چرب                                          | ۰٫۰۳                 |
| بلوچیز                                                                 | ۰٫۰۳                 |
| پنیر چدار                                                              | ۰٫۰۳                 |
| پنیر کامامبر                                                           | ۰٫۰۳                 |
| پنیر کوتاژ خامه‌ای                                                      | ۰٫۰۳                 |
| پنیر پارمسان رنده شده                                                  | ۰٫۰۳                 |
| شیر کاکائو کم‌چرب، کارخانه‌ای، غنی شده با ویتامین آ و دی                 | ۰٫۰۳                 |
| شیر نارگیل طبیعی (شیر چلانده شده از مایع و گوشت رنده شده نارگیل)       | ۰٫۰۳                 |
| شیر کاکائو سویا، بدون مواد افزودنی                                     | ۰٫۰۲                 |
| شیر یک درصد چربی                                                       | ۰٫۰۲                 |
| شیر یک درصد چربی، غنی شده با ویتامین آ و دی                            | ۰٫۰۲                 |
| شیر کم سدیم                                                            | ۰٫۰۲                 |
| پنیر خامه‌ای                                                            | ۰٫۰۲                 |
| پنیر کوتاژ کم‌چرب، یک درصد چربی                                         | ۰٫۰۲                 |
| پنیر کوتاژ کم‌چرب، دو درصد چربی                                         | ۰٫۰۲                 |
| پنیر موتزارلا، بدون چربی                                               | ۰٫۰۲                 |
| پنیر سوئیسی کم چرب                                                     | ۰٫۰۲                 |
| پنیر سوئیسی کم سدیم                                                    | ۰٫۰۲                 |
| پنیر آمریکایی پاستوریزه بدون ویتامین دی افزودنی                        | ۰٫۰۲                 |
| ماست یونانی تهیه شده از شیر کامل                                       | ۰٫۰۲                 |
| ماست یونانی بدون چربی                                                  | ۰٫۰۲                 |
| خامه ترش، پرورشی                                                       | ۰٫۰۲                 |
| کره دارای نمک                                                          | ۰٫۰۱                 |
| کره بی نمک                                                             | ۰٫۰۱                 |
| پنیر ریکوتا، تهیه شده با شیر کامل                                      | ۰٫۰۱                 |
| پنیر سوئیسی                                                            | ۰٫۰۱                 |
| شیر انسان                                                              | ۰٫۰۱                 |
| مایه جایگزین خامه، لایت                                                | ۰                    |
| پودر جایگزین خامه                                                      | ۰                    |

## تخم ماکیان
| ماده غذایی (۱۰۰ گرم)                  | ویتامین ب۱ (میلی‌گرم) |
| ------------------------------------- | -------------------- |
| زرده تخم‌مرغ، خشک شده                  | ۰٫۳۹                 |
| پودر جانشین تخم‌مرغ                    | ۰٫۲۳                 |
| تخم‌مرغ کامل، خشک شده                  | ۰٫۱۸                 |
| زرده تخم مرغ، خام                     | ۰٫۱۸                 |
| تخم اردک، خام                         | ۰٫۱۶                 |
| تخم غاز، خام                          | ۰٫۱۵                 |
| تخم بلدرچین، خام                      | ۰٫۱۳                 |
| تخم بوقلمون، خام                      | ۰٫۱۱                 |
| تخم‌مرغ کامل، آب‌پز سفت (Hard Boiled)   | ۰٫۰۷                 |
| تخم‌مرغ کامل، سرخ‌شده                   | ۰٫۰۴                 |
| تخم‌مرغ کامل، خام                      | ۰٫۰۴                 |
| تخم‌مرغ کامل، پخته به روش تخم‌مرغ هم‌زده | ۰٫۰۴                 |
| تخم‌مرغ کامل، پخته به روش املت         | ۰٫۰۳                 |
| تخم‌مرغ کامل، پخته به روش تنگاب‌پز      | ۰٫۰۳                 |
| سفیده تخم‌مرغ، خشک شده                 | ۰٫۰۱                 |
| سفیده تخم‌مرغ، خام                     | ۰                    |

## ادویه
| ماده غذایی (۱۰۰ گرم) | ویتامین ب۱ (میلی‌گرم) |
| -------------------- | -------------------- |
| برگ گشنیز، خشک‌شده    | ۱٫۲۵                 |
| دانه زیره سبز        | ۰٫۶۳                 |
| رزماری، خشک‌شده       | ۰٫۵۱                 |
| آویشن، خشک‌شده        | ۰٫۵۱                 |
| پودر سیر             | ۰٫۴۴                 |
| شوید، خشک‌شده         | ۰٫۴۲                 |
| دانه زیره سیاه       | ۰٫۳۸                 |
| پودر جوز هندی        | ۰٫۳۵                 |
| پاپریکا              | ۰٫۳۳                 |
| فلفل قرمز            | ۰٫۳۳                 |
| مرزنگوش، خشک‌شده      | ۰٫۲۹                 |
| نعنای دشتی، خشک‌شده   | ۰٫۲۹                 |
| ترخون، خشک‌شده        | ۰٫۲۵                 |
| هل                   | ۰٫۲                  |
| جعفری، خشک‌شده        | ۰٫۲                  |
| پودر کاری            | ۰٫۱۸                 |
| پودر میخک            | ۰٫۱۶                 |
| زعفران               | ۰٫۱۲                 |
| فلفل سیاه            | ۰٫۱۱                 |
| ریحان، خشک‌شده        | ۰٫۰۸                 |
| پودر زردچوبه         | ۰٫۰۶                 |
| پودر زنجبیل          | ۰٫۰۵                 |
| پودر دارچین          | ۰٫۰۲                 |
| فلفل سفید            | ۰٫۰۲                 |
| برگ‌بو، خشک‌شده        | ۰٫۰۱                 |

## آبزیان
| ماده غذایی (۱۰۰ گرم)                                    | ویتامین ب۱ (میلی‌گرم) |
| ------------------------------------------------------- | -------------------- |
| سالمون آتلانتیک، پرورشی، پخته تحت حرارت خشک             | ۰٫۳۴                 |
| تن باله آبی، پخته تحت حرارت خشک                         | ۰٫۲۸                 |
| سالمون آتلانتیک، وحشی (غیر پرورشی)، پخته تحت حرارت خشک  | ۰٫۲۸                 |
| خاویار، سیاه و قرمز، دانه‌دانه                           | ۰٫۱۹                 |
| ماهی خال‌خالی، پخته تحت حرارت خشک                        | ۰٫۱۶                 |
| قزل‌آلای رنگین‌کمان وحشی (غیر پرورشی)، پخته تحت حرارت خشک | ۰٫۱۵                 |
| صدف دوکفه‌ای، پخته تحت حرارت مرطوب، با ادویه مخلوط شده   | ۰٫۱۵                 |
| قزل‌آلای رنگین‌کمان پرورشی، پخته تحت حرارت خشک            | ۰٫۱۴                 |
| کپور، پخته تحت حرارت خشک                                | ۰٫۱۴                 |
| کاشی‌ماهی، پخته تحت حرارت خشک                            | ۰٫۱۴                 |
| تن زرد باله، پخته تحت حرارت خشک                         | ۰٫۱۳                 |
| صدف چروک شرقی، پرورشی، پخته تحت حرارت خشک               | ۰٫۱۳                 |
| خوش‌گوشت، پخته تحت حرارت خشک                             | ۰٫۱۳                 |
| شبدیزماهی، پخته تحت حرارت خشک                           | ۰٫۱۲                 |
| سالمون کوهو، وحشی (غیر پرورشی)، پخته تحت حرارت مرطوب    | ۰٫۱۲                 |
| خارماهی نواری، پخته تحت حرارت خشک                       | ۰٫۱۲                 |
| شاه‌ماهی اطلسی، پخته تحت حرارت خشک                       | ۰٫۱۱                 |
| سالمون کوهو پرورشی، پخته تحت حرارت خشک                  | ۰٫۱                  |
| کفال راه‌راه (کفال خاکستری)، پخته تحت حرارت خشک          | ۰٫۱                  |
| خرچنگ کوئین (queen)، پخته تحت حرارت مرطوب               | ۰٫۱                  |
| تیلاپیا، پخته تحت حرارت خشک                             | ۰٫۰۹                 |
| سالمون صورتی، پخته تحت حرارت خشک                        | ۰٫۰۹                 |
| شوریده اطلسی، سرخ شده با لایه آرد                       | ۰٫۰۹                 |
| شمشیرماهی، پخته تحت حرارت خشک                           | ۰٫۰۹                 |
| کاد آتلانتیک، پخته تحت حرارت خشک                        | ۰٫۰۹                 |
| هامور، پخته تحت حرارت خشک، با ادویه مخلوط شده           | ۰٫۰۸                 |
| خاویاری، پخته تحت حرارت خشک، با ادویه مخلوط شده         | ۰٫۰۸                 |
| ساردین آتلانتیک، کنسرو در روغن، بااستخوان               | ۰٫۰۸                 |
| سالمون کوهو وحشی (غیر پرورشی)، پخته تحت حرارت خشک       | ۰٫۰۸                 |
| اردک‌ماهی شمالی، پخته تحت حرارت خشک                      | ۰٫۰۷                 |
| لوزی‌ماهی اطلس، پخته تحت حرارت خشک                       | ۰٫۰۶                 |
| خرچنگ دانجنس، پخته تحت حرارت مرطوب                      | ۰٫۰۶                 |
| ذغال ماهی آتلانتیک، پخته تحت حرارت خشک                  | ۰٫۰۵                 |
| سرخو، با ادویه مخلوط شده، پخته تحت حرارت خشک            | ۰٫۰۵                 |
| خرچنگ آلاسکا کینگ (Alaska king)، پخته تحت حرارت مرطوب   | ۰٫۰۵                 |
| سالمون جویبار، پخته تحت حرارت خشک                       | ۰٫۰۴                 |
| هوور مسقطی، پخته تحت حرارت خشک                          | ۰٫۰۴                 |
| تن نوع لایت، کنسرو شده در روغن                          | ۰٫۰۴                 |
| صدف چروک شرقی، وحشی (غیر پرورشی)، پخته تحت حرارت مرطوب  | ۰٫۰۴                 |
| میگو، پخته تحت حرارت مرطوب، با ادویه مخلوط شده          | ۰٫۰۳                 |
| کفشک‌ماهی (گونه‌های کفشک و ماهی حلوا)، پخته تحت حرارت خشک | ۰٫۰۳                 |
| حلزون خام                                               | ۰٫۰۳                 |
| صدف چروک شرقی، وحشی (غیر پرورشی)، پخته تحت حرارت خشک    | ۰٫۰۳                 |
| روغن‌ماهی کوچک، پخته تحت حرارت خشک                       | ۰٫۰۲                 |
| لابستر شمالی، پخته تحت حرارت مرطوب                      | ۰٫۰۲                 |
| تن، سفید، کنسرو شده در روغن                             | ۰٫۰۲                 |
| سیمین‌ماهی رنگین‌کمان، پخته تحت حرارت خشک                 | ۰٫۰۱                 |

## گاو

برش گوشت گاو در آمریکا

| ماده غذایی (۱۰۰ گرم)                                                                       | ویتامین ب۱ (میلی‌گرم) |
| ------------------------------------------------------------------------------------------ | -------------------- |
| جگر، پخته به روش تفت‌آب‌پزی                                                                  | ۰٫۱۹                 |
| جگر، پخته به روش سرخ‌شده در تابه                                                            | ۰٫۱۸                 |
| قلوه، پخته به روش آرام‌پز                                                                   | ۰٫۱۶                 |
| قلوه‌گاه، استیک، بدون چربی قابل دید، پخته به روش تفت‌آب‌پزی                                   | ۰٫۱۴                 |
| قلوه‌گاه، استیک، با چربی قابل دید، پخته به روش تفت‌آب‌پزی                                     | ۰٫۱۴                 |
| مغز، پخته به روش سرخ‌شده در تابه                                                            | ۰٫۱۳                 |
| دل، پخته به روش آرام‌پز                                                                     | ۰٫۱                  |
| گردن، زیر کتف، بدون استخوان، با چربی قابل دید، تمام گریدها، پخته به روش کبابی گریل شده     | ۰٫۰۹                 |
| تاپ سیرلوین، استیک، بدون چربی قابل دید، پخته با حرارت مستقیم                               | ۰٫۰۸                 |
| قلوه‌گاه، استیک، بدون چربی قابل دید، پخته با حرارت مستقیم                                   | ۰٫۰۸                 |
| تاپ سیرلوین، استیک، با چربی قابل دید، پخته با حرارت مستقیم                                 | ۰٫۰۸                 |
| بالاران، قسمت پایین، استیک، با چربی قابل دید، تمام گریدها، پخته به روش تفت‌آب‌پزی            | ۰٫۰۸                 |
| بالاران، قسمت پایین، استیک، بدون چربی قابل دید، تمام گریدها، پخته به روش تفت‌آب‌پزی          | ۰٫۰۸                 |
| کمر، استیک فیله، بدون استخوان، بدون چربی قابل دید، تمام گریدها، پخته به روش کبابی گریل شده | ۰٫۰۷                 |
| سرسینه کامل، با چربی قابل دید، تمام گریدها، پخته به روش تفت‌آب‌پزی                           | ۰٫۰۷                 |
| سرسینه کامل، بدون چربی قابل دید، تمام گریدها، پخته به روش تفت‌آب‌پزی                         | ۰٫۰۷                 |
| قلوه‌گاه، استیک، با چربی قابل دید، پخته با حرارت مستقیم                                     | ۰٫۰۷                 |
| مغز، پخته به روش آرام‌پز                                                                    | ۰٫۰۷                 |
| دنده، دنده‌های کوتاه، بدون چربی قابل دید، پخته به روش تفت‌آب‌پزی                              | ۰٫۰۷                 |
| بالاران، قسمت پایین، با چربی قابل دید، تمام گریدها، پخته به روش برشته‌پزی                   | ۰٫۰۶                 |
| بالاران، قسمت پایین، بدون چربی قابل دید، تمام گریدها، پخته به روش برشته‌پزی                 | ۰٫۰۶                 |
| کمر، استیک فیله، بدون استخوان، با چربی قابل دید، تمام گریدها، پخته به روش کبابی گریل شده   | ۰٫۰۶                 |
| چرخکرده، فرم همبرگری، ۷۰ درصد گوشت ۳۰ درصد چربی، پخته با حرارت مستقیم                      | ۰٫۰۵                 |
| دنده، دنده‌های کوتاه، با چربی قابل دید، پخته به روش تفت‌آب‌پزی                                | ۰٫۰۵                 |
| جگر سفید، پخته به روش تفت‌آب‌پزی                                                             | ۰٫۰۴                 |
| زبان، پخته به روش آرام‌پز                                                                   | ۰٫۰۲                 |

## گوساله
| ماده غذایی (۱۰۰ گرم)                                                                  | ویتامین ب۱ (میلی‌گرم) |
| ------------------------------------------------------------------------------------- | -------------------- |
| دل، پخته به روش تفت‌آب‌پزی                                                              | ۰٫۳۵                 |
| قلوه، پخته به روش تفت‌آب‌پزی                                                            | ۰٫۱۹                 |
| جگر، پخته به روش تفت‌آب‌پزی                                                             | ۰٫۱۸                 |
| جگر، پخته به روش سرخ‌شده در تابه                                                       | ۰٫۱۸                 |
| مغز، پخته به روش سرخ‌شده در تابه                                                       | ۰٫۱۵                 |
| چرخکرده، پخته به روش سرخ‌شده در تابه                                                   | ۰٫۱                  |
| مغز، پخته به روش تفت‌آب‌پزی                                                             | ۰٫۰۸                 |
| پا (بخش داخلی پای عقب)، با چربی قابل دید، پخته به روش سرخ شده در تابه (سوخاری نشده)   | ۰٫۰۷                 |
| پا (بخش داخلی پای عقب)، بدون چربی قابل دید، پخته به روش سرخ شده در تابه (سوخاری نشده) | ۰٫۰۷                 |
| شانه کامل (بازو و کتف)، با چربی قابل دید، پخته به روش برشته‌پزی                        | ۰٫۰۷                 |
| شانه کامل (بازو و کتف)، بدون چربی قابل دید، پخته به روش برشته‌پزی                      | ۰٫۰۷                 |
| شانه، بازو، بدون چربی قابل دید، پخته به روش برشته‌پزی                                  | ۰٫۰۷                 |
| شانه، کتف، با چربی قابل دید، پخته به روش برشته‌پزی                                     | ۰٫۰۷                 |
| شانه، کتف، بدون چربی قابل دید، پخته به روش برشته‌پزی                                   | ۰٫۰۷                 |
| چرخکرده، پخته با حرارت مستقیم                                                         | ۰٫۰۷                 |
| زبان، پخته به روش تفت‌آب‌پزی                                                            | ۰٫۰۷                 |
| شانه، کتف، بدون چربی قابل دید، پخته به روش تفت‌آب‌پزی                                   | ۰٫۰۶                 |
| شانه، کتف، با چربی قابل دید، پخته به روش تفت‌آب‌پزی                                     | ۰٫۰۶                 |
| شانه، بازو، با چربی قابل دید، پخته به روش تفت‌آب‌پزی                                    | ۰٫۰۶                 |
| شانه، بازو، با چربی قابل دید، پخته به روش برشته‌پزی                                    | ۰٫۰۶                 |
| شانه، بازو، بدون چربی قابل دید، پخته به روش تفت‌آب‌پزی                                  | ۰٫۰۶                 |
| شانه کامل (بازو و کتف)، بدون چربی قابل دید، پخته به روش تفت‌آب‌پزی                      | ۰٫۰۶                 |
| پا (بخش داخلی پای عقب)، با چربی قابل دید، پخته به روش تفت‌آب‌پزی                        | ۰٫۰۶                 |
| پا (بخش داخلی پای عقب)، بدون چربی قابل دید، پخته به روش تفت‌آب‌پزی                      | ۰٫۰۶                 |
| پا (بخش داخلی پای عقب)، با چربی قابل دید، پخته به روش برشته‌پزی                        | ۰٫۰۶                 |
| پا (بخش داخلی پای عقب)، بدون چربی قابل دید، پخته به روش برشته‌پزی                      | ۰٫۰۶                 |
| کمر، بدون چربی قابل دید، پخته به روش برشته‌پزی                                         | ۰٫۰۶                 |
| دنده، بدون چربی قابل دید، پخته به روش تفت‌آب‌پزی                                        | ۰٫۰۶                 |
| دنده، بدون چربی قابل دید، پخته به روش برشته‌پزی                                        | ۰٫۰۶                 |
| شانه کامل (بازو و کتف)، باچربی قابل دید، پخته به روش تفت‌آب‌پزی                         | ۰٫۰۶                 |
| راسته، با چربی قابل دید، پخته به روش برشته‌پزی                                         | ۰٫۰۶                 |
| راسته، بدون چربی قابل دید، پخته به روش تفت‌آب‌پزی                                       | ۰٫۰۶                 |
| راسته، بدون چربی قابل دید، پخته به روش برشته‌پزی                                       | ۰٫۰۶                 |
| سینه کامل، بدون استخوان، بدون چربی قابل دید، پخته به روش تفت‌آب‌پزی                     | ۰٫۰۶                 |
| سینه کامل، بدون استخوان، با چربی قابل دید، پخته به روش تفت‌آب‌پزی                       | ۰٫۰۵                 |
| کمر، با چربی قابل دید، پخته به روش برشته‌پزی                                           | ۰٫۰۵                 |
| کمر، بدون چربی قابل دید، پخته به روش تفت‌آب‌پزی                                         | ۰٫۰۵                 |
| راسته، با چربی قابل دید، پخته به روش تفت‌آب‌پزی                                         | ۰٫۰۵                 |
| دنده، با چربی قابل دید، پخته به روش تفت‌آب‌پزی                                          | ۰٫۰۵                 |
| دنده، با چربی قابل دید، پخته به روش برشته‌پزی                                          | ۰٫۰۵                 |
| ماهیچه (جلو و عقب)، بدون چربی قابل دید، پخته به روش تفت‌آب‌پزی                          | ۰٫۰۵                 |
| ماهیچه (جلو و عقب)، با چربی قابل دید، پخته به روش تفت‌آب‌پزی                            | ۰٫۰۵                 |
| کمر، با چربی قابل دید، پخته به روش تفت‌آب‌پزی                                           | ۰٫۰۴                 |
| جگر سفید، پخته به روش تفت‌آب‌پزی                                                        | ۰٫۰۳                 |

## بره

برش گوشت گوسفند در بریتانیا

| ماده غذایی (۱۰۰ گرم)                                                              | ویتامین ب۱ (میلی‌گرم) |
| --------------------------------------------------------------------------------- | -------------------- |
| قلوه، پخته به روش تفت‌آب‌پزی                                                        | ۰٫۳۵                 |
| جگر، سرخ‌شده در تابه                                                               | ۰٫۳۵                 |
| جگر، پخته به روش تفت‌آب‌پزی                                                         | ۰٫۲۳                 |
| مغز، سرخ‌شده در تابه                                                               | ۰٫۱۷                 |
| دل، پخته به روش تفت‌آب‌پزی                                                          | ۰٫۱۷                 |
| پا کامل (ران پای جلو و راسته)، بدون چربی قابل دید، پخته به روش برشته‌پزی           | ۰٫۱۱                 |
| کمر، بدون چربی قابل دید، پخته با حرارت مستقیم                                     | ۰٫۱۱                 |
| تکه مکعبی برای خورش یا کباب (پا و شانه)، بدون چربی قابل دید، پخته با حرارت مستقیم | ۰٫۱۱                 |
| مغز، پخته به روش تفت‌آب‌پزی                                                         | ۰٫۱۱                 |
| چرخکرده، پخته با حرارت مستقیم                                                     | ۰٫۱                  |
| پا کامل (ران پای جلو و راسته)، با چربی قابل دید، پخته به روش برشته‌پزی             | ۰٫۱                  |
| کمر، با چربی قابل دید، پخته با حرارت مستقیم                                       | ۰٫۱                  |
| کمر، با چربی قابل دید، پخته به روش برشته‌پزی                                       | ۰٫۱                  |
| کمر، بدون چربی قابل دید، پخته به روش برشته‌پزی                                     | ۰٫۱                  |
| دنده، بدون چربی قابل دید، پخته با حرارت مستقیم                                    | ۰٫۱                  |
| شانه، بازو، با چربی قابل دید، پخته با حرارت مستقیم                                | ۰٫۱                  |
| شانه، بازو، بدون چربی قابل دید، پخته با حرارت مستقیم                              | ۰٫۱                  |
| شانه، بازو، بدون چربی قابل دید، پخته به روش برشته‌پزی                              | ۰٫۱                  |
| شانه، کتف، بدون چربی قابل دید، پخته با حرارت مستقیم                               | ۰٫۱                  |
| شانه کامل (بازو و کتف)، بدون چربی قابل دید، پخته با حرارت مستقیم                  | ۰٫۱                  |
| شانه کامل (کتف و بازو)، با چربی قابل دید، پخته به روش برشته‌پزی                    | ۰٫۰۹                 |
| شانه کامل (کتف و بازو)، بدون چربی قابل دید، پخته به روش برشته‌پزی                  | ۰٫۰۹                 |
| شانه، کتف، با چربی قابل دید، پخته به روش برشته‌پزی                                 | ۰٫۰۹                 |
| شانه، کتف، بدون چربی قابل دید، پخته به روش برشته‌پزی                               | ۰٫۰۹                 |
| شانه، بازو، با چربی قابل دید، پخته به روش برشته‌پزی                                | ۰٫۰۹                 |
| دنده، با چربی قابل دید، پخته با حرارت مستقیم                                      | ۰٫۰۹                 |
| دنده، با چربی قابل دید، پخته به روش برشته‌پزی                                      | ۰٫۰۹                 |
| دنده، بدون چربی قابل دید، پخته به روش برشته‌پزی                                    | ۰٫۰۹                 |
| شانه کامل، با چربی قابل دید، پخته با حرارت مستقیم                                 | ۰٫۰۹                 |
| شانه، کتف، با چربی قابل دید، پخته با حرارت مستقیم                                 | ۰٫۰۹                 |
| زبان، پخته به روش تفت‌آب‌پزی                                                        | ۰٫۰۸                 |
| شانه کامل، با چربی قابل دید، پخته به روش تفت‌آب‌پزی                                 | ۰٫۰۷                 |
| شانه، بازو، با چربی قابل دید، پخته به روش تفت‌آب‌پزی                                | ۰٫۰۷                 |
| شانه، بازو، بدون چربی قابل دید، پخته به روش تفت‌آب‌پزی                              | ۰٫۰۷                 |
| تکه مکعبی برای خورش یا کباب (پا و شانه)، بدون چربی قابل دید، پخته به روش تفت‌آب‌پزی | ۰٫۰۷                 |
| شانه کامل، بدون چربی قابل دید، پخته به روش تفت‌آب‌پزی                               | ۰٫۰۶                 |
| شانه، کتف، با چربی قابل دید، پخته به روش تفت‌آب‌پزی                                 | ۰٫۰۶                 |
| شانه، کتف، بدون چربی قابل دید، پخته به روش تفت‌آب‌پزی                               | ۰٫۰۶                 |
| ران پای جلو، با چربی قابل دید، پخته به روش تفت‌آب‌پزی                               | ۰٫۰۵                 |
| ران پای جلو، بدون چربی قابل دید، پخته به روش تفت‌آب‌پزی                             | ۰٫۰۴                 |
| جگر سفید، پخته به روش تفت‌آب‌پزی                                                    | ۰٫۰۳                 |

## مرغ

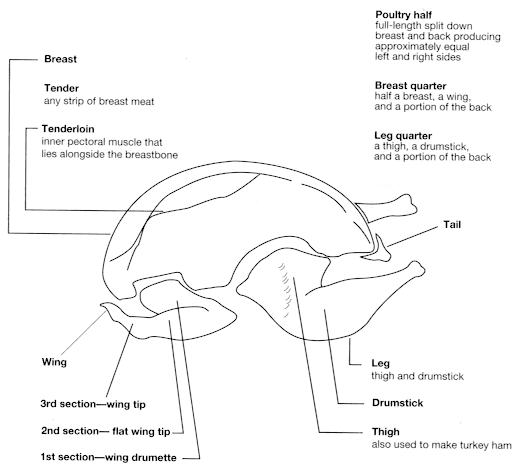
تقسیم‌بندی برش گوشت ماکیان طبق شیوه وزارت کشاورزی ایالات متحده آمریکا

| ماده غذایی (۱۰۰ گرم)                                                                   | ویتامین ب۱ (میلی‌گرم) |
| -------------------------------------------------------------------------------------- | -------------------- |
| جگر، آرام‌پز                                                                            | ۰٫۲۹                 |
| مغز ران با پوست، جوجه گوشتی یا مرغ جوان مناسب سرخ کردن، پخته، سرخ شده با روکش خمیرابه  | ۰٫۱۲                 |
| ران کامل با پوست، جوجه گوشتی یا مرغ جوان مناسب سرخ کردن، پخته، سرخ شده با روکش خمیرابه | ۰٫۱۲                 |
| سینه با پوست، جوجه گوشتی یا مرغ جوان مناسب سرخ کردن، پخته، سرخ شده با روکش خمیرابه     | ۰٫۱۲                 |
| ساق ران با پوست، جوجه گوشتی یا مرغ جوان مناسب سرخ کردن، پخته، سرخ شده با روکش خمیرابه  | ۰٫۱۱                 |
| بال با پوست، جوجه گوشتی یا مرغ جوان مناسب سرخ کردن، پخته، سرخ شده با روکش خمیرابه      | ۰٫۱۱                 |
| مغز ران، فقط گوشت، جوجه گوشتی یا مرغ جوان مناسب سرخ کردن، پخته به روش برشته‌پزی         | ۰٫۱                  |
| مغز ران با پوست، جوجه گوشتی یا مرغ جوان مناسب سرخ کردن، پخته، سرخ شده با روکش آرد      | ۰٫۰۹                 |
| ساق ران با پوست، جوجه گوشتی یا مرغ جوان مناسب سرخ کردن، پخته به روش برشته‌پزی           | ۰٫۰۹                 |
| ران کامل، فقط گوشت، جوجه گوشتی یا مرغ جوان مناسب سرخ کردن، پخته به روش برشته‌پزی        | ۰٫۰۹                 |
| ران کامل با پوست، جوجه گوشتی یا مرغ جوان مناسب سرخ کردن، پخته به روش برشته‌پزی          | ۰٫۰۹                 |
| ران کامل با پوست، جوجه گوشتی یا مرغ جوان مناسب سرخ کردن، پخته، سرخ شده با روکش آرد     | ۰٫۰۹                 |
| مغز ران، فقط گوشت، جوجه گوشتی یا مرغ جوان مناسب سرخ کردن، پخته، سرخ شده                | ۰٫۰۹                 |
| مغز ران با پوست، جوجه گوشتی یا مرغ جوان مناسب سرخ کردن، پخته به روش برشته‌پزی           | ۰٫۰۹                 |
| ران کامل، فقط گوشت، جوجه گوشتی یا مرغ جوان مناسب سرخ کردن، پخته، سرخ شده               | ۰٫۰۸                 |
| سینه با پوست، جوجه گوشتی یا مرغ جوان مناسب سرخ کردن، پخته، سرخ شده با روکش آرد         | ۰٫۰۸                 |
| سینه، فقط گوشت، جوجه گوشتی، پخته به روش باربیکیو با جوجه‌گردان                          | ۰٫۰۸                 |
| ساق ران با پوست، جوجه گوشتی یا مرغ جوان مناسب سرخ کردن، پخته، سرخ شده با روکش آرد      | ۰٫۰۸                 |
| سینه، فقط گوشت، جوجه گوشتی یا مرغ جوان مناسب سرخ کردن، پخته، سرخ‌شده                    | ۰٫۰۸                 |
| سینه، فقط گوشت، جوجه گوشتی یا مرغ جوان مناسب سرخ کردن، پخته به روش برشته‌پزی            | ۰٫۰۷                 |
| دل، آرام‌پز                                                                             | ۰٫۰۷                 |
| بال با پوست، جوجه گوشتی یا مرغ جوان مناسب سرخ کردن، پخته به روش برشته‌پزی               | ۰٫۰۷                 |
| مغز ران، فقط گوشت، جوجه گوشتی یا مرغ جوان مناسب سرخ کردن، پخته به روش خورش             | ۰٫۰۶                 |
| ران کامل، فقط گوشت، جوجه گوشتی یا مرغ جوان مناسب سرخ کردن، پخته به روش خورش            | ۰٫۰۶                 |
| بال با پوست، جوجه گوشتی یا مرغ جوان مناسب سرخ کردن، پخته، سرخ شده با روکش آرد          | ۰٫۰۶                 |
| مغز ران با پوست، جوجه گوشتی یا مرغ جوان مناسب سرخ کردن، پخته به روش خورش               | ۰٫۰۶                 |
| ران کامل با پوست، جوجه گوشتی یا مرغ جوان مناسب سرخ کردن، پخته به روش خورش              | ۰٫۰۵                 |
| ساق ران با پوست، جوجه گوشتی یا مرغ جوان مناسب سرخ کردن، پخته به روش خورش               | ۰٫۰۵                 |
| بال، فقط گوشت، جوجه گوشتی یا مرغ جوان مناسب سرخ کردن، پخته به روش برشته‌پزی             | ۰٫۰۵                 |
| بال، فقط گوشت، جوجه گوشتی یا مرغ جوان مناسب سرخ کردن، پخته، سرخ شده                    | ۰٫۰۵                 |
| سینه، فقط گوشت، جوجه گوشتی یا مرغ جوان مناسب سرخ کردن، پخته به روش خورش                | ۰٫۰۴                 |
| سینه با پوست، جوجه گوشتی یا مرغ جوان مناسب سرخ کردن، پخته به روش خورش                  | ۰٫۰۴                 |
| بال با پوست، جوجه گوشتی یا مرغ جوان مناسب سرخ کردن، پخته به روش خورش                   | ۰٫۰۴                 |
| سنگدان، آرام‌پز                                                                         | ۰٫۰۳                 |

## ماکیان (به غیر از مرغ)
| ماده غذایی (۱۰۰ گرم)                             | ویتامین ب۱ (میلی‌گرم) |
| ------------------------------------------------ | -------------------- |
| مرغابی اهلی، گوشت، پخته به روش برشته‌پزی          | ۰٫۲۶                 |
| بوقلمون، جگر، پخته به روش آرام‌پز                 | ۰٫۲۶                 |
| شترمرغ، قسمت استریپ (strip) داخلی، پخته          | ۰٫۲۴                 |
| شترمرغ، قسمت داخلی پا، پخته                      | ۰٫۲۴                 |
| بوقلمون، دل، پخته به روش آرام‌پز                  | ۰٫۲۴                 |
| شترمرغ، قسمت صدفی، پخته                          | ۰٫۲۴                 |
| شترمرغ، قسمت استریپ بیرونی، پخته                 | ۰٫۲۳                 |
| شترمرغ، قسمت تیپ (tip) با حذف چربی‌ها، پخته       | ۰٫۲۳                 |
| شترمرغ، قسمت تاپ لوین، پخته                      | ۰٫۲۳                 |
| بلدرچین                                          | ۰٫۲۲                 |
| مرغابی اهلی، گوشت و پوست، پخته به روش برشته‌پزی   | ۰٫۱۷                 |
| غاز اهلی، گوشت، پخته به روش برشته‌پزی             | ۰٫۰۹                 |
| غاز اهلی، گوشت و پوست، پخته به روش برشته‌پزی      | ۰٫۰۸                 |
| بوقلمون، چرخ‌کرده، پخته                           | ۰٫۰۸                 |
| قرقاول، پخته                                     | ۰٫۰۷                 |
| بوقلمون، پا، گوشت و پوست، پخته به روش برشته‌پزی   | ۰٫۰۶                 |
| بوقلمون، سینه، گوشت و پوست، پخته به روش برشته‌پزی | ۰٫۰۶                 |
| بوقلمون، سنگدان، پخته به روش آرام‌پز              | ۰٫۰۶                 |
| بوقلمون، بال، گوشت و پوست، پخته به روش برشته‌پزی  | ۰٫۰۵                 |
| بوقلمون، گوشت سفید، پخته به روش برشته‌پزی         | ۰٫۰۴                 |